# Polat Kaya
Polat Kaya (Gaziosmanpaşa, 6 gennaio 1986) è un allenatore di pallacanestro ed ex cestista turco.